# Cikumbueun
Cikumbueun is een bestuurslaag in het regentschap Pandeglang van de provincie Banten, Indonesië. Cikumbueun telt 3424 inwoners (volkstelling 2010).